# Lissonota sector
Lissonota sector är en stekelart som först beskrevs av Carl Peter Thunberg 1822.  Lissonota sector ingår i släktet Lissonota och familjen brokparasitsteklar. Arten är reproducerande i Sverige. Inga underarter finns listade i Catalogue of Life.